# Comuna Nalbant, Tulcea
Nalbant este o comună în județul Tulcea, Dobrogea, România, formată din satele Nalbant (reședința), Nicolae Bălcescu și Trestenic.

## Demografie
Componența etnică a comunei Nalbant
     Români (84,05%)
     Alte etnii (0%)
     Necunoscută (15,95%)
Componența confesională a comunei Nalbant
     Ortodocși (76,29%)
     Penticostali (4,78%)
     Creștini după evanghelie (1,75%)
     Alte religii (0,28%)
     Necunoscută (16,9%)
Conform recensământului efectuat în 2021, populația comunei Nalbant se ridică la 2.113 locuitori, în scădere față de recensământul anterior din 2011, când fuseseră înregistrați 2.522 de locuitori. Majoritatea locuitorilor sunt români (84,05%), iar pentru 15,95% nu se cunoaște apartenența etnică. Din punct de vedere confesional, majoritatea locuitorilor sunt ortodocși (76,29%), cu minorități de penticostali (4,78%) și creștini după evanghelie (1,75%), iar pentru 16,9% nu se cunoaște apartenența confesională.

## Politică și administrație
Comuna Nalbant este administrată de un primar și un consiliu local compus din 11 consilieri. Primarul, Ion Nicolae[*], de la Partidul Național Liberal, este în funcție din 2012. Începând cu alegerile locale din 2024, consiliul local are următoarea componență pe partide politice:
|  | Partid                          | Consilieri | Componența Consiliului | Componența Consiliului | Componența Consiliului | Componența Consiliului | Componența Consiliului |
|  | ------------------------------- | ---------- | ---------------------- | ---------------------- | ---------------------- | ---------------------- | ---------------------- |
|  | Partidul Național Liberal       | 5          |                        |                        |                        |                        |                        |
|  | Partidul Social Democrat        | 5          |                        |                        |                        |                        |                        |
|  | Alianța pentru Unirea Românilor | 1          |                        |                        |                        |                        |                        |